# Cantonul Martigues-Est
Cantonul Martigues-Est este un canton din arondismentul Istres, departamentul Bouches-du-Rhône, regiunea Provence-Alpes-Côte d'Azur, Franța.

## Comune
- Martigues (parțial)